# البرتو دومینگز (بازیکن فوتبال)
البرتو دومینگز (انگلیسی: Alberto Domínguez؛ زادهٔ ۱۱ فوریهٔ ۱۹۸۸) بازیکن فوتبال اهل اسپانیا است.
از باشگاه‌هایی که در آن بازی کرده‌است می‌توان به باشگاه فوتبال کامپوستلا، باشگاه فوتبال پومفرادینا، و باشگاه فوتبال آلباسته بالومپیه اشاره کرد.